# 植野真臣
植野 真臣（うえの まおみ、1966年2月2日 - ）は、日本の人工知能学者・統計学者。
専門は、人工知能・データサイエンス・機械学習。電気通信大学教授。

## 人物
三田学園高等学校を経て、1989年に神戸大学教育学部初等教育科を卒業。1992年神戸大学大学院教育学研究科学校教育専攻修士課程修了。全研究科修了生総代を努める。
1994年東京工業大学大学院総合理工学研究科博士課程退学。その後、1996年に東京工業大学にて博士（工学）の学位を取得 。
1994年より東京工業大学大学院総合理工学研究科システム科学専攻助手、1996年より千葉大学文学部助手、2000年より長岡技術科学大学工学部助教授を経て、2006年に電気通信大学大学院情報システム学研究科助教授に着任。2007年より同大学院准教授、2013年より同大学院教授を経て、2016年に電気通信大学大学院情報理工学研究科教授となり現在に至る 。
2018年-2022年の間、日本行動計量学会 理事長を務めた。

## 著書
- 鈴木譲、植野真臣『確率的グラフィカルモデル』共立出版、2016年。ISBN 978-4320111394。
- 植野真臣『ベイジアンネットワーク』コロナ社、2013年。ISBN 978-4339061031。
- 永岡慶三、山内祐平、植野真臣、日本教育工学会 (監修)『教育工学における学習評価 (教育工学選書)』ミネルヴァ書房、2012年。ISBN 978-4623063680。
- 植野真臣、荘島宏二郎『学習評価の新潮流 (シリーズ行動計量の科学)』朝倉書店、2010年。ISBN 978-4254128246。
- 植野真臣、永岡慶三『eテスティング』培風館、2009年。ISBN 978-4563015794。
- 繁桝算男、植野真臣、本村陽一『ベイジアンネットワーク概説』培風館、2006年。ISBN 978-4563015688。
- 植野真臣『知識社会におけるeラーニング』培風館、2007年。ISBN 978-4563015732。

## 翻訳
- L. タンブリン、P. ウォード、Louise Tamblin、Pat Ward、植野真臣（訳）『大学生のための学習マニュアル』培風館、2009年。ISBN 978-4563057206。